# Єврейська енциклопедія Брокгауза і Єфрона
Єврейська енциклопедія Брокгауза і Єфрона, ЄЕБЕ (рос. Еврейская энциклопедия Брокгауза и Ефрона) — перша видана в Російській імперії енциклопедія, присвячена, за визначенням самої енциклопедії, «єврейству і його культурі в минулому і сьогоденні».
Енциклопедію видало видавництво Брокгауза і Ефрона в 16 томах в 1906—1913 роках. В її основу покладена видана в Нью-Йорку в 1901—1906 роках «англ. Jewish Encyclopedia». Активну допомогу у фінансуванні та редагуванні енциклопедії надали барон Давид Гінцбург і доктор Лев Кацнельсон.
За радянського часу «Єврейська енциклопедія» не перевидавалася. 1991 року видавництво «Терра» здійснило репринтне видання енциклопедії.